# János Nagy
János Nagy (Budapest, 13 de agosto de 1964) es un deportista húngaro que compitió en lucha libre. Ganó una medalla de plata en el Campeonato Europeo de Lucha de 1993, en la categoría de 74 kg.
Participó en dos Juegos Olímpicos de Verano, Seúl 1988 y Barcelona 1992, ocupando el séptimo lugar en Barcelona 1992.

## Palmarés internacional
| Campeonato Europeo | Campeonato Europeo | Campeonato Europeo | Campeonato Europeo |
| Año                | Lugar              | Medalla            | Categoría          |
| ------------------ | ------------------ | ------------------ | ------------------ |
| 1993               | Estambul (Turquía) | Medalla de plata   | 74 kg              |